# NGC 5278
NGC 5278 هو اصطدام مجري، يقع في كوكبة الدب الأكبر. اكتشف في 14 أبريل 1789 . وقد اكتشفه ويليام هيرشل .

## روابط خارجية
- NGC 5278 على موقع ويكي سكاي: DSS2, SDSS, GALEX, IRAS, Hydrogen α, X-Ray, Astrophoto, Sky Map, Articles and images